# Pinopsida
Coniferopsida é uma classe de plantas com sementes que inclui as coníferas extantes (Acrogymnospermae) e as suas aparentadas extintas Voltziales. Devido a características genéticas moleculares, as Gnetales são agora também frequentemente colocados neste grupo.

## Características
As coníferas e as Gnetales são morfologicamente tão diferentes que o grupo praticamente não tem características morfológicas comuns. Assim, a existência do grupo enquanto clade depende exclusivamente de evidências obtidas a partir da filogenética molecular.

## Sistemática
A classe Coniferopsida inclui dois grupos recentes e um extinto agrupados nas seguintes ordens:
- Pinales (ou Coniferales)
- Gnetales
- † Voltziales, os presumíveis precursores extintos das coníferas.

A posição das Gnetales dentro das Coniferopsida é apoiada por muitos estudos de genética molecular. No entanto, alguns também mostram  as Gnetales como o grupo irmão de todas as outras plantas com sementes recentes. As análises cladísticas que incluem plantas com sementes fósseis, no entanto, vêem-nas num clado juntamente com as angiospérmicas e Bennettitales.

### Hipótese GnePin
Vários estudos também indicam que as Gnetophyta pertencem às coníferas, apesar de suas aparências distintas, colocando-as como um grupo irmão de Pinales (a hipótese 'gnepina', 'gnepine' ou 'GnePin') ou como sendo mais derivadas que Pinales, mas irmãs do resto do grupo. Os estudos mais recentes favorecem a hipótese 'GnePin'.